# Rolf Bläsius
Rolf Bläsius ist ein ehemaliger deutscher Basketballspieler.

## Laufbahn
Bläsius wechselte 1971 vom TV Eppelheim zum 1. FC Bamberg in die Basketball-Bundesliga und war in der Saison 1971/72 mit 201 Punkten drittbester Bamberger Werfer. Der 1,98-Meter-Mann verließ Bamberg 1974 und ging zum Bundesliga-Konkurrenten USC Heidelberg, mit dem er im Spieljahr 1974/75 deutscher Vizemeister wurde. Nach einem Jahr in Heidelberg wechselte Bläsius nach Trier.
1974 bestritt er zwei A-Länderspieler für die bundesdeutsche Nationalmannschaft.